# Lough Corrib
Lough Corrib este o arie protejată (arie de protecție specială avifaunistică — SPA) din Irlanda întinsă pe o suprafață de 18.623,94 ha, integral pe uscat.

## Localizare
Centrul sitului Lough Corrib este situat la coordonatele 53°26′28″N 9°14′04″W / 53.441078°N 9.234351°V.

## Înființare
Situl Lough Corrib a fost declarat arie de protecție specială avifaunistică în noiembrie 1996 pentru a proteja 21 de specii de animale.

## Biodiversitate
Situată în ecoregiunea atlantică, aria protejată nu include niciun habitat protejat.
La baza desemnării sitului se află mai multe specii protejate de  păsări (21): rață lingurar (Anas clypeata), rață pitică (Anas crecca), rață fluierătoare (Anas penelope), rață mare (Anas platyrhynchos), rață pestriță (Anas strepera), Anser albifrons flavirostris, rață-cu-cap-castaniu (Aythya ferina), rața moțată (Aythya fuligula), Bucephala clangula, lebădă de iarnă (Cygnus cygnus), lișiță (Fulica atra), pescăruș sur (Larus canus), pescăruș negricios (Larus fuscus), pescăruș râzător (Larus ridibundus), rață neagră (Melanitta nigra), culic mare (Numenius arquata), cormoran mare (Phalacrocorax carbo), ploier auriu (Pluvialis apricaria), chiră de baltă (Sterna hirundo), Sterna paradisaea, nagâț (Vanellus vanellus)
Pe lângă speciile protejate, pe teritoriul sitului au mai fost identificate 3 specii de păsări.